# Поділи Речі Посполитої

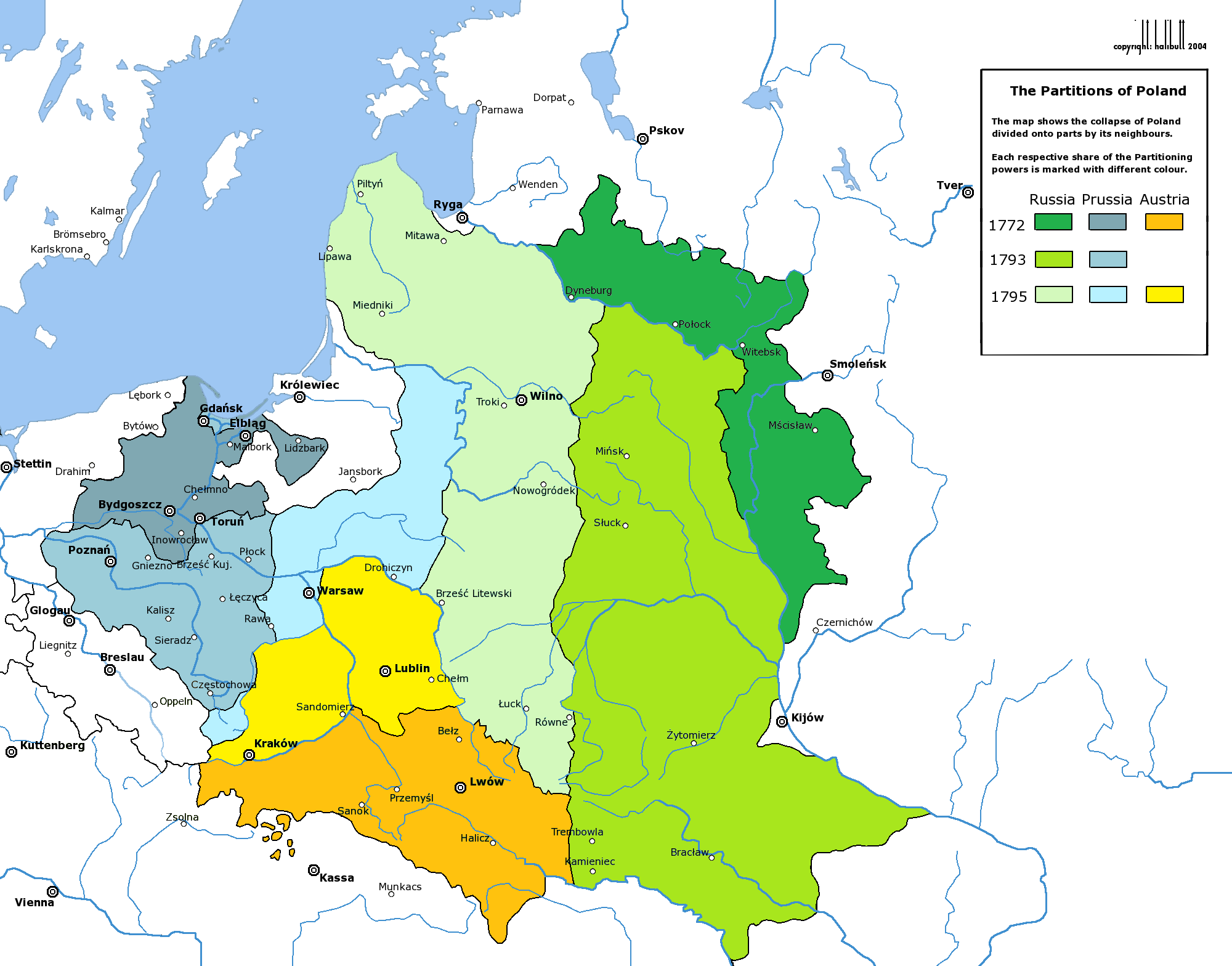
Три поділи Речі Посполитої

Поділи Речі Посполитої 1772, 1793, 1795 — зовнішньополітичні акції щодо Речі Посполитої з боку Австрії, Пруссії та Росії в 1772, 1793 і 1795 роках.
За умовами першого поділу у Речі Посполитої було забрано Помор'я, Куяви, частину Великопольщі, Малопольщу, Галичину, Східну Білорусь. У 1773–92 роках королю Станіславу-Августу Понятовському і прибічникам реформ вдалося здійснити низку істотних змін, які зміцнили державу. Чотирирічний сейм 1788–92 за ініціативою патріотично налаштованих реформаторів ухвалив 3 травня 1791 Конституцію Речі Посполитої, яка запроваджувала конституційну монархію, особисті свободи та рівні права всіх громадян. Консервативні шляхетські кола утворили 1792 Торговицьку конфедерацію й закликали на допомогу російську армію. Втручання сусідів призвело до 2-го поділу земель Речі Посполитої, затвердженого сеймом 1793 в Гродно (нині місто в Білорусі): від неї відійшли вся Великопольща, Мазовія, усі українські та білоруські землі. Відповіддю на це стало повстання під проводом військового інженера Тадеуша Косцюшка (1746—1817), в якому взяли участь патріотична шляхта, міщани та частина селян. Російські війська під проводом генерал-аншефа Олександра Суворова жорстоко придушили повстання, а у 1795 році Росія, Австрія та Пруссія здійснили 3-й поділ Речі Посполитої, після чого вона припинила державне існування.
У дослідженнях причин падіння Речі Посполитої, які розпочалися одразу після ліквідації цього державного утворення, увага акцентувалася на аналізові внутрішніх і зовнішніх чинників розвитку цієї держави в XVI–XVIII ст. Висловлювані при цьому міркування зводяться, по-перше, до того, що державний лад Речі Посполитої, заснований на засадах шляхетської демократії, у функціонуванні якого дедалі більш деструктивну роль відігравали магнати, послідовно послаблював її, а державні реформи, завданням котрих було вивести країну із занепаду, проводилися з великим запізненням і нерішуче, майже не порушуючи станово-шляхетський характер ладу; по-друге, до того, що Річ Посполита перебувала в оточенні могутніх абсолютистських держав, не зацікавлених в її існуванні. Саме ці потужні сусіди-вороги противилися її реформуванню, а коли воно розпочалося, занепокоєні цим, вдалися до ліквідації польської державності. Одні історики визначальною в загибелі Речі Посполитої вважають дію внутрішніх, другі — зовнішніх чинників, треті — синтезують дію чинників внутрішніх і зовнішніх, вважаючи, що ті або інші з них домінували на різних історичних етапах еволюції польської державності.

## Перший поділ
5 серпня 1772 року повноважні представники Пруссії, Австрії та Росії підписали в Петербурзі договір, за яким відбирали на свою користь так звані санітарні смуги, тобто території по периметру Речі Посполитої. За цією угодою:
- Прусське королівство забрало Помор'я, Куяви та частину Великопольщі загальною площею 36 тис. км² з населенням 580 тис. чол
- Габсбурзька монархія — Малопольщу і Галичину з Руським, Белзьким і західними околицями Волинського та Подільського воєводств територією 83 тис. км² з 2 650 тис. мешканців. (Відтоді почався австрійський період історії Львова та краю, тривав він до 1 листопада 1918 року).
- Російська імперія — східнобілоруські землі з Полоцьком, Вітебськом та Мстиславлем, а, окрім цього — частину Ліфляндії, (Латвії), тобто загалом 92 тис. км² площі з 1 300 тис. населення.

Щоб надати законності своїм анексіям, союзники вимагали затвердження поділу польським сеймом.
Король безуспішно намагався здобути підтримку в європейських монархів, але мусив поступитися. 30 вересня 1773 року сейм ратифікував угоду про поділ земель Речі Посполитої.
Протягом 1773–1792 років польський король і прибічники реформ марно намагалися врятувати залишки Речі Посполитої та зміцнити державу. Чотирирічний сейм (1788–1792) за ініціативою групи патріотичних реформаторів, очолюваних Гуґо Коллонтаєм, ухвалив 4 травня 1791 року Конституцію, яка запроваджувала:
1. Конституційну монархію;
2. Особисті свободи та рівні права всім громадянам.

 	
У відповідь на це консервативні шляхетські кола утворили в 1792 році в містечку Торговиці (на тодішньому російському кордоні) конфедерацію, і закликали на допомогу царську армію.

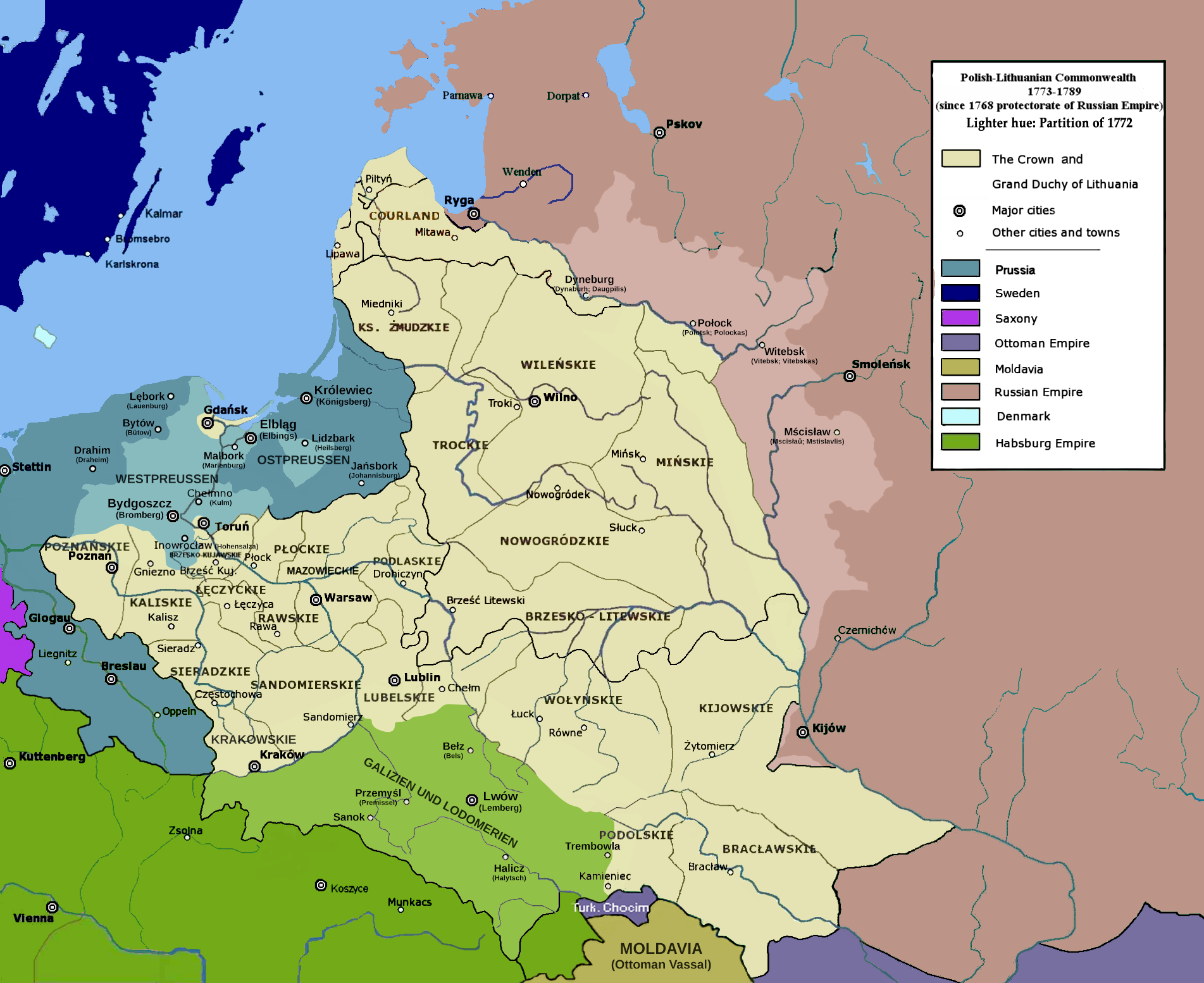
Річ Посполита після першого поділу, як протекторат Російської імперії 1773—1789

## Другий поділ
Втручання сусідів призвело до другого поділу, затвердженого сеймом у Гродно 1793 року.
Цього разу від Речі Посполитої відрізали такі частини:
- до Прусського кролівства відійшли вся Великопольща та частина Мазовії;
- до Російської імперії — Київщина, Східна Волинь, Поділля, Брацлавщина та білоруські землі;
- Австрійських вимог до уваги не взяли.

Відповіддю на другий поділ стало визвольне повстання, яке очолив Тадеуш Костюшко. Повстання придушували прусська та російська армії. У червні 1794 царські загони оволоділи Краковом, у серпні — Вільном, а 4 листопада російська армія під проводом Олександра Суворова штурмом здобула Прагу — передмістя Варшави. Як доповідав Суворов, за цей день його вояки знищили 12 тис. бунтівників, а 2 тис., рятуючись, втопилися у Віслі. Місяцем раніше в битві під Мацейовицями на підступах до Варшави було взято в полон тяжко пораненого Костюшка. За легендою, падаючи з коня (що й стало причиною полону), він вимовив сакраментальне: Finis Poloniae (Кінець Польщі). Так насправді й сталося: 25 листопада 1795 король, на той час уже вивезений на почесне ув'язнення до Гродна, підписав зречення від престолу.

## Третій поділ
Після придушення повстання у 1795 році Російська імперія, Австрійська імперія та Прусське королівство здійснили третій поділ, після чого Річ Посполита припинила своє існування.
Результат третього поділу Польщі призвів до такого:
- до Австрії було приєднано Краків, Холмщину, Південне Підляшшя та частину польських земель над Віслою — Нову Галичину (однак незабаром ці землі стали ареною воєнних дій між Наполеонівською Францією, Австрійськими Габсбургами, Королівством Пруссією та Російською імперією. Причому в різних коаліційних комбінаціях ці держави часом були союзниками, а часом — ворогами);
- до Російської імперії відійшли Литва, Курляндія, Західна Білорусь та Західна Волинь;
- Прусське королівство отримало частину Підляшшя й Мазовецьких земель із Варшавою, а також частину Жемайтії.

## Четвертий поділ

Поділ Європи за Пактом Молотова — Ріббентропа (зліва) і за Договором про дружбу й кордон (справа)

Четвертий поділ Польщі відбувся в 1939 році після підписання Пакту Молотова — Ріббентропа і проведення Польської кампанії. Після підписання угоди про кордон між Німеччиною та СРСР, територію Польщі поділили наступним чином:
- До Третього Райху відійшла вся польська етнічна територія, а також Холмщина. На частині території утворилася Генеральна губернія.
- До СРСР відійшли території Західної України та Білорусі, Віленщина, більша частина Білостоцького воєводства. Ці території були поділені між УРСР, БРСР та ЛитРСР.
- До Словаччини відійшла невелика територія на півдні Польщі.

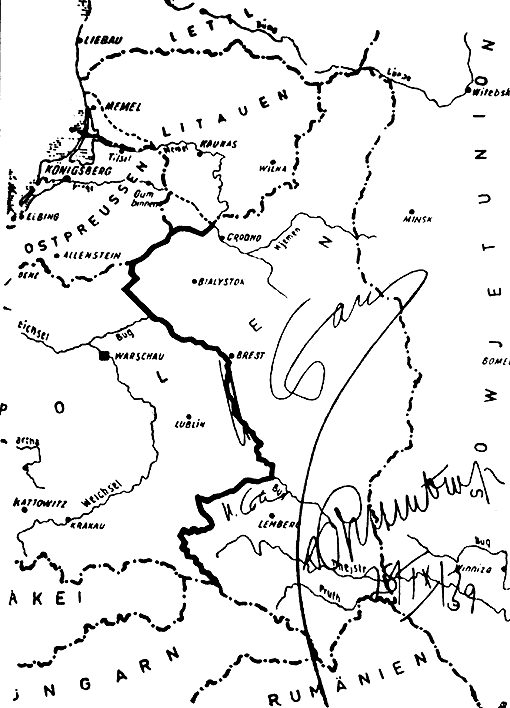
Демаркаційна лінія між СРСР та Німеччиною

Унаслідок цих подій Друга Річ Посполита фактично перестала існувати, натомість сформувалися уряд Польщі в екзилі та Польська підпільна держава.

## Таємні домовленості
До договору, підписаного в Петербурзі, було додано таємний протокол:
- «З огляду на необхідність усунути геть усе, що може оживити пам'ять про існування Польського королівства… високі договірні сторони погодились… ніколи не вводити до своїх титулів, в назву або навіть вказівку на назву Польського королівства, що має залишитися придушеним від нині на віки вічні».

## Підстави, законність та обґрунтування
Останні дослідження стверджують, що розділи відбулися, коли Річ Посполита демонструвала перші ознаки повільного відновлення, і розглядають останні два поділи як відповідь на посилення реформ у Річ Посполитої та потенційну загрозу, яку вони становили для її жадібних до влади сусідів.
Як стверджує історик Норман Дейвіс оскільки було дотримано баланс сил, багато тодішних спостерігачів прийняли пояснення «освічених апологетів» поділу держави.
Тим не менш, інші сучасники XIX століття були налаштовані набагато скептичніше; наприклад, британський юрист сер Роберт Філімор розглядав поділи як порушення міжнародного права.
Декілька вчених зосередилися на економічних мотиваціях поділу. Гайо Голборн зазначив, що Пруссія мала на меті взяти під контроль прибуткову балтійську торгівлю зерном через Гданськ. У XVIII столітті російські селяни тікали з Росії до Речі Посполитої (де колись жахливі умови покращилися, на відміну від Росії) у досить значній кількості, щоб стати серйозною проблемою для російського уряду, достатньою для того, щоб відіграти роль у його рішенні про поділ Речі Посполитої (однією з причин, яку Катерина II назвала для поділу Польщі, було те, що тисячі селян втекли з Росії до Польщі шукати кращої долі»). Єжи Чаєвський і Пьотр Кімла стверджують, що у XVIII столітті, допоки розділи не вирішили цю проблему, російські війська все частіше здійснювали набіги на території Речі Посполитої, офіційно щоб повернути втікачів, але насправді викрадаючи багатьох місцевих жителів; Пьотр Кімла зазначив, що російський уряд поширював міжнародну пропаганду, головним чином у Франції, яка фальшиво перебільшувала умови кріпацтва в Польщі, ігноруючи гірші умови в Росії, як одне з виправдань для поділів.

## Наслідки
Il Canto degli Italiani, італійський національний гімн містить згадку про поділи.
Триваючі поділи Польщі були основною темою дискурсу в The Federalist Papers, де структура уряду Польщі та іноземний вплив на нього використовується в кількох документах (Federalist № 14, Federalist № 19, Federalist № 22, Federalist № 39 для прикладів) як застереження для авторів Конституції Сполучених Штатів.